# Molecular Informatics
Molecular Informatics (abrégé en Mol. Inf.) est une revue scientifique à comité de lecture. Ce mensuel publie des articles de recherches originales sur tous les aspects de la bio-informatique et de la chémoinformatique.
D'après le Journal Citation Reports, le facteur d'impact de ce journal était de 1,647 en 2014. Actuellement, les directeurs de publication sont Knut Baumann (Université technique Carolo-Wilhelmina de Brunswick), Gerhard Ecker (Université de Vienne), Jordi Mestres (Institut Municipal d'Investigació Mèdica de Barcelone) et Gisbert Schneider (École polytechnique fédérale de Zurich).

## Histoire
Au cours de son histoire, le journal a changé plusieurs fois de nom :
- Quantitative Structure-Activity Relationships, 1982-2002  (ISSN 0931-8771)
- QSAR & Combinatorial Science, 2003-2009  (ISSN 1611-020X)
- Molecular Informatics, 2010-en cours  (ISSN 1868-1743)